# سامبو كوسكينين
سامبو كوسكينين (بالفنلندية: Sampo Koskinen)‏ هو لاعب كرة الصالات ‏ ولاعب كرة قدم فنلندي في مركز الدفاع، ولد في 1 مارس 1979 في كيركونومي في فنلندا. لعب مع نادي ساندفيورد ونادي غوتبورغ وهونكا.

## وصلات خارجية
- سامبو كوسكينين على موقع الاتحاد الأوربي (الإنجليزية)
- سامبو كوسكينين على موقع قاعدة بيانات كرة القدم.إي يو (الإنجليزية)
- سامبو كوسكينين على موقع Soccerway.com (الإنجليزية)
- سامبو كوسكينين على موقع عالم كرة القدم.نت (الإنجليزية)